# Siliștea Gumești
Siliștea Gumești es una comuna ubicada en el distrito de Teleorman, Rumania.

## Superficie
Posee una superficie de 44,58 kilómetros cuadrados.

## Demografía
Hasta 2021 la población era de 2200 habitantes, con una densidad de población de 49,35 habitantes por kilómetro cuadrado.